# Schweizer-Reneke
Schweizer-Reneke (także Schweizer) – miasto, zamieszkane przez 41 226 ludzi (2011), w Republice Południowej Afryki, w Prowincji Północno-Zachodniej.
Miasto założono 1 października 1888, nad brzegiem rzeki Harts. W rejonie miasta uprawia się kukurydzę, sorgo, orzeszki ziemne i słoneczniki. Ponadto hoduje się bydło i owce, a także wydobywa diamenty.